# Rypellia flavipes
Rypellia flavipes är en tvåvingeart som beskrevs av Malloch 1931. Rypellia flavipes ingår i släktet Rypellia och familjen husflugor. Inga underarter finns listade i Catalogue of Life.